# (492) Гизмонда
(492) Гизмонда (лат. Gismonda) — астероид главного пояса, который входит в состав семейства Фемиды. Он был открыт 3 сентября 1902 года немецким астрономом Максом Вольфом в обсерватории Хайдельберг в Германии и назван в честь Гисмонды, персонажа «Новеллы о Гисмонде» из «Декамерона» Бокаччо.